# Paulo Cézar Lima
Paulo Cézar Lima, mais conhecido como Paulo Cézar Caju (Rio de Janeiro, 16 de junho de 1949) é um ex-futebolista brasileiro, que atuava como meia e ponta-esquerda.
Ele é conhecido no futebol carioca por ser o segundo jogador a defender os quatro grandes clubes do Rio de Janeiro.

## Carreira

### Infância
Nascido na favela da Cocheira, Paulo Cézar Lima tinha o sonho de fazer sucesso no futebol e sair da miséria. Quando criança, chegou a jogar futebol de salão no Flamengo. Morou em Tegucigalpa dos 10 aos 12 anos, quando o pai foi treinador da seleção do país. Lá, era treinado pelo próprio pai adotivo Marinho Oliveira, no meio de adultos. Depois, seguiu para a Colômbia, onde ele e Fred, seu irmão adotivo, chegaram a jogar na primeira divisão, aos 15 anos.

### Jogador
Foi revelado pelo Botafogo e atuou pelo clube desde o fim dos anos 1960 ao início dos anos 1970. Em 1967, aos 18 anos, Paulo Cézar concretizou de vez seu sonho, ao tornar-se jogador do time principal do Botafogo e participar de sua primeira temporada no Glorioso. Seu futebol habilidoso e provocador foi chamando a atenção do público futebolístico. Em pouco tempo, tornou-se conhecido em seu estado natal. Ainda em 1967, Paulo Cézar foi convocado pela primeira vez para a Seleção Brasileira. Foi campeão da Taça Guanabara em 1967, quando marcou três gols no jogo decisivo, contra o America. Nesse mesmo ano, também foi campeão carioca, cujos títulos repetiu em 1968, além da Taça Brasil de 1968.
O apelido caju, que tornou-se quase um sobrenome, surgiu quando retornou dos Estados Unidos em 1968 com os cabelos pintados de vermelho. A pintura de vermelho dos cabelos foi feita como forma de demonstrar seu apoio ao movimento dos panteras negras, com o qual o jogador identificava-se politicamente.
Aos 21 anos de idade, disputou, como reserva da seleção brasileira, a Copa do Mundo de 1970, no México. O técnico Zagallo, a princípio, tentou encaixá-lo no time, mas depois percebeu que, com o esquema que pretendia usar, ele e Pelé não poderiam jogar juntos. Na volta do México, disse, a uma emissora de televisão, "Não queremos saber do Botafogo", o que causou mal-estar no clube, mas foi contornado depois que o jogador disse ter dado a declaração para livrar-se do repórter.
Com a perda do título carioca para o Fluminense em 1971, Paulo Cézar foi responsabilizado pela derrota e teve que deixar o Botafogo. O motivo da discórdia foi uma jogada que fez em uma partida realizada quando seu clube estava com boa vantagem na tabela, a poucos jogos do fim: Paulo Cézar fez embaixadas diante de seus marcadores, o que foi entendido como uma atitude de desprezo para com os demais adversários do Botafogo, que até então aceitavam a superioridade do time. A partir daí, as partidas tornaram-se bem mais difíceis, com o time alvinegro perdendo pontos importantes, até finalmente ser superado pelo Fluminense, que se sagraria campeão.
Em 1972, Paulo Cézar transferiu-se para o Flamengo, time pelo qual jogou até 1974. Na Copa do Mundo de 1974, na Alemanha, foi titular da seleção brasileira, tendo atuações abaixo do esperado. Na seleção brasileira, fez 77 jogos e marcou 17 gols.
Só faria um contrato realmente bom quando foi vendido ao Olympique de Marseille, da França, depois da Copa de 1974. "Sempre troquei de time por interesses profissionais", disse à revista Placar, em 1979. "E acho que deve ser assim mesmo, pois a carreira é curta. Hoje, minha situação financeira é apenas razoável, ao contrário do que muitos podem pensar. Contrato excepcional mesmo só fiz com o Olympique. Os outros foram apenas bons.". No Olympique, em 75, foi vice-campeão nacional, com 18 gols.
Jogaria ainda pelo Fluminense, onde fez parte da lendária equipe que ficou conhecida como Máquina Tricolor (em 1975), tendo sido bicampeão carioca em 1975 e 1976, semifinalista dos campeonatos brasileiros nestes anos e conquistando vários torneios internacionais amistosos neste período. Sua estreia foi no dia 10 de junho de 1975, em amistoso onde o Fluminense venceu por 1 a 0 o Bayern de Munique, bicampeão europeu da época.
Teve uma primeira passagem pelo Grêmio, entre 1978 e 1979. Saiu do clube gaúcho e passou ainda por Vasco da Gama e Corinthians, que fez um apelo publicitário aos seus torcedores para arrecadar dinheiro para a contratação. Retornou ao tricolor gaúcho, onde foi campeão da Copa Intercontinental em 1983.

### Após aposentadoria dos gramados
Após o fim da carreira, mergulhou no álcool e na cocaína durante 15 anos, entre 1985 e 2000, quando perdeu dois apartamentos e chegou a vender a medalha da FIFA de tricampeão do mundo, e uma miniatura em ouro da Taça Jules Rimet.
Em 1997, foi a estrela de um documentário cinematográfico sobre sua vida, feito para lançamento durante a fase promocional da Copa do Mundo de 1998, na França. Embora as filmagens tenham se concentrado em mostrar dez dias de seu cotidiano como ex-jogador sem que o mesmo prestasse qualquer depoimento ou entrevista formal, houve algumas referências sobre sua bem-sucedida e polêmica carreira, além de belas jogadas preservadas em arquivos diversos terem sido exibidas.
Em 2005, foi homenageado pelo Botafogo, com o lançamento de uma camisa comemorativa, com seu nome e o número 11 às costas.
A partir de maio de 2008, passou a escrever às terças-feiras para o Jornal da Tarde, onde prometeu "soltar o verbo".
Em 2016, o presidente da França, François Hollande, entregou-lhe, no Rio de Janeiro a medalha da Legion d'Honneur.
Em setembro de 2020, passa a ser comentarista da Super Rádio Tupi.
Filiou-se ao PSDB, em 2023.

## Títulos

### Como jogador
Botafogo
- Campeonato Brasileiro: 1968
- Campeonato Carioca: 1967, 1968
- Taça Guanabara: 1967, 1968
- Torneio Início do Campeonato Carioca: 1967, 1977

Flamengo
- Torneio do Povo: 1972
- Campeonato Carioca: 1972, 1974
- Taça Guanabara: 1972, 1973

Fluminense
- Campeonato Carioca: 1975, 1976
- Taça Guanabara: 1975
- Taça Amadeu Rodrigues Sequeira: 1976

Grêmio
- Copa Intercontinental: 1983
- Copa Libertadores da América: 1983
- Campeonato Gaúcho: 1979, 1980

Seleção Brasileira
- Copa do Mundo FIFA: 1970
- Copa Rio Branco: 1967, 1968, 1976
- Mundialito de Cáli: 1977
- Superclássico das Américas: 1971, 1976
- Taça do Atlântico: 1976
- Taça Independência: 1972
- Taça Oswaldo Cruz: 1968, 1976
- Torneio Bicentenário dos Estados Unidos: 1976

### Outras conquistas
Botafogo
- Taça Eficiência: 1967, 1968, 1971
- Taça Cidade de Lima: 1967
- Taça Independência do Brasil: 1971
- Taça Petrobol: 1968
- Torneio Internacional da Cidade do México: 1968
- Troféu Dr. José M. Rodríguez Arnaiz: 1970
- Troféu Triangular de Caracas: 1967, 1968, 1970

Flamengo
- Taça Deputado José Garcia Neto: 1974
- Taça Pedro Magalhães Corrêa: 1974
- Torneio Internacional do Rio de Janeiro: 1972
- Troféu Manoel dos Reis e Silva: 1973, 1974

Fluminense
- Taça Disciplina: 1977
- Taça Eficiência: 1976
- Copa Governador Faria Lima: 1977
- Copa Vale do Paraíba: 1977
- Taça Federação Amazonense de Futebol: 1975
- Taça Interventor Federal: 1975
- Taça João Coelho Netto: 1975
- Taça Prefeito Mello Reis: 1977
- Taça Última Hora: 1976
- Torneio de Paris: 1976
- Torneio Viña del Mar: 1976
- Troféu Deputado Hélio Levy da Rocha: 1977
- Troféu Governador Fragelli: 1975
- Troféu Irapuan Costa Júnior: 1976
- Troféu Teresa Herrera: 1977

Grêmio
- Copa Los Angeles: 1983
- Torneio Internacional Ciudad de Rosario: 1979

Vasco da Gama
- Taça Eficiência: 1980
- Taça Gustavo de Carvalho: 1980
- Troféu Colombino: 1980

Corinthians
- Torneio Feira de Hidalgo: 1981

## Prêmios individuais
- Bola de Prata da Revista Placar: 1970, 1972, 1976 e 1977
- Time do século do Botafogo: 2004[16]
- Time dos sonhos do Botafogo (Placar): 2006[17]
- 13° Maior ídolo da História do Botafogo (O Globo): 2020[18]

### Condecorações e honrarias
Ordem Nacional da Legião de Honra da França

## Artilharias
Botafogo
- Campeonato Carioca de Futebol de 1971 (11 gols)

Flamengo
- Torneio do Povo de 1972 (2 gols)